# Tutte le migliori
Tutte Le Migliori (Todas las mejoras) es un box-set de los cantantes italianos Mina y Adriano Celentano, publicado el 1 de diciembre de 2017 vía Clan/PDU y distribuido por Sony.
El recopilatorio, disponible en cinco versiones, entre las cuales están estándar y de lujo, incluye todos los dúos de los dos artistas, los cuales para la carátula han sido representados de Gianni Ronco.

## Historia
En noviembre de 2016, durante la conferencia de prensa de presentación del álbum "Las Mejores", los dos productores del proyecto: Claudia Mori y Massimiliano Pani, anunciaron la reedición del disco. Fue en la Navidad de 2017, en un box junto al primero Mina Celentano y dos canciones nuevas.
Llegado noviembre de 2017, la reedición se reveló ser una colección con los mejores dúos de los dos artistas y sus grandes éxitos. Además, las dos canciones anunciadas se redujeron a una sola ("Eva").

## El box-set
"Tutte le migliori" es disponible en cinco versiones:
- Edición estándar (2 CD): 1 CD de 11 temas que incluye el sencillo Eva y los 10 mejores dúos de Mina y Celentano, y otro CD que incluye 18 grandes éxitos de los dos artistas. Esta versión es disponible también en formato digital.
- Edición Deluxe (4 CD): Incluye los 2 CD de la versión estándar, más el disco "Le Migliori" de 2016 y Mina Celentano del 1998. El todo enriquecido por 6 postales.
- Edición Vinilo: 3 LP en vinilo negro con canciones de "Le Migliori" y una selección de los grandes éxitos.
- Edición Picture Disc: 3 LP, disponibles singularmente, que contienen los mejores dúos más el inédito “Eva” confeccionados en bolsa transparente con carátulas extraídas de los dibujos.
- Box Edición Limitada: 6 LP que incluyen todas las canciones de la versión deluxe.[4]

## Promoción
Para promover la publicación de la recopilación, ha estado publicado el inédito Eva el 10 de noviembre de 2017, escrito por Luigi De Rienzo y Andrea Gallo. Un adelanto de la canción ha sido enseñado al TG1, en la edición de la tarde del 9 noviembre.
El 15 noviembre ha estado publicado en exclusividad sobre La Repubblica, el videoclip de "Eva" dirigido por Gaetano Morbioli, publicado también en YouTube, alcanzando 2 millones de visualizaciones.
Además, en ocasión de la publicación de "Todas las mejores", el 2 de diciembre de 2017, sobre Rai 1, ha sido transmitido un especial de un ahora "Hermanos de Italia", dirigido por Vincenzo Mollica. El programa, seguido de 4.676.000 televidentes para una cuota de audiencia del 20,19%, recogía todos los encuentros artísticos entre Mina y Celentano desde el 1958, pasando por el 1998 con su primer disco juntos "Mina Celentano" y concluyendo con "Las mejores" del 2016 y el nuevo sencillo "Eva".

## Canciones
CD 1 – Los mejores dúos
1. Eva – 5:12 (testo: Andrea Girolamo Gallo – música: Luigi De Rienzo)
2. Specchi riflessi – 4:57 (Giovanni Donzelli, Vincenzo Leomporro)
3. Amami amami – 3:18 (testo: Riccardo Sinigallia – música: Idan Raichel)
4. Acqua e sale – 4:40 (Giovanni Donzelli, Vincenzo Leomporro)
5. A un passo da te – 4:31 (Fabio Ilacqua)
6. Brivido felino – 3:43 (testo: Paolo Audino – música: Stefano Cenci)
7. Come un diamante nascosto nella neve – 3:46 (Marco Bruni)
8. Sempre sempre sempre – 4:46 (testo: Luigi Albertelli – música: Enrico Riccardi)
9. È l'amore – 3:39 (testo: Andrea Mingardi – música: Andrea Mingardi, Maurizio Tirelli)
10. Sono le tre – 3:47 (Luca Rustici, Philippe Leon)
11. Che t'aggia di' – 5:08 (Adriano Celentano)

CD 2 – Los más grandes éxitos
1. Mina – Volami nel cuore – 3:37 (testo: Alberto Testa – música: Manrico Mologni, Gualtiero Malgoni)
2. Celentano – L'emozione non ha voce – 4:09 (música: Gianni Bella)
3. Mina – Se telefonando – 2:59 (testo: Maurizio Costanzo, Ghigo De Chiara – música: Ennio Morricone)
4. Celentano – Ti penso e cambia il mondo – 4:27 (testo: Pacífico – música: Matteo Saggese, Stephen Lipson)
5. Mina – Ancora ancora ancora – 4:19 (Cristiano Malgioglio, Gianpietro Felisatti)
6. Celentano – Storia d'amore – 4:54 (Beretta, Adriano Celentano, Micky Del Prete)
7. Mina – Grande grande grande – 4:00 (Tony Renis, Alberto Testa)
8. Celentano – Apri il cuore – 5:20 (testo: Mogol, Cheope – música: Gianni Bella, Rosario Bella)
9. Mina – Questa vita loca – 3:52 (Francisco Cespedes, Cristiano Malgioglio)
10. Celentano – Azzurro (Remastered) – 3:43 (testo: Vito Pallavicini – música: Paolo Conte, Michele Virano)
11. Mina – Portati via – 3:57 (Stefano Borgia)
12. Celentano – Il ragazzo della via Gluck (Remastered) – 4:14 (testo: Luciano Beretta, Miki Del Prete – música: Adriano Celentano)
13. Mina – L'importante è finire – 3:22 (Cristiano Malgioglio, Alberto Anelli)
14. Celentano – Prisencolinensinainciusol (New Version) – 4:09 (Adriano Celentano)
15. Mina – Fosse vero – 4:20 (testo: Alberto De Martini – música: Massimiliano Pani)
16. Celentano – La gonna e l'insalata – 5:06 (Adriano Celentano)
17. Mina – Insieme – 4:10 (testo: Mogol – música: Lucio Battisti)
18. Celentano – Io sono un uomo libero – 5:50 (Ivano Fossati)

CD 3 – Le migliori
1. Amami amami – 3:18 (testo: Riccardo Sinigallia – música: Idan Raichel)
2. È l'amore – 3:39 (testo: Andrea Mingardi – música: Andrea Mingardi, Maurizio Tirelli)
3. Se mi ami davvero – 3:42 (Mondo Marcio)
4. Ti lascio amore – 5:13 (Toto Cutugno, Mario Culotta, Fabrizio Berlincioni)
5. A un passo da te (ragione e sentimento) – 4:31 (Fabio Ilacqua)
6. Non mi ami – 3:59 (testo: Salvatore Marletta, Federico Spagnoli, Walter Dallari – musica: Salvatore Marletta, Federico Spagnoli)
7. Ma che ci faccio qui – 4:01 (Pietro Paletti)
8. Sono le tre – 3:47 (Luca Rustici, Philippe Leon)
9. Adriano Celentano – Il bambino col fucile – 2:44 (Francesco Gabbani)
10. Mina – Quando la smetterò – 3:57 (testo: Loriana Lana – música: Aldo Donati)
11. Come un diamante nascosto nella neve – 3:46 (Marco Bruni)
12. Prisencolinensinainciusol (Benny Benassi RMX) – 4:08 (Adriano Celentano)

CD 4 – Mina Celentano
1. Acqua e sale – 4:42 (Giovanni Donzelli, Vincenzo Leomporro)
2. Brivido felino – 3:44 (testo: Paolo Audino – música: Stefano Cenci)
3. Io non volevo – 4:08 (Adriano Celentano)
4. Specchi riflessi – 4:59 (Giovanni Donzelli, Vincenzo Leomporro)
5. Dolce fuoco dell'amore – 4:39 (Giulia Fasolino)
6. Che t'aggia di' – 5:09 (Adriano Celentano)
7. Mina – Io ho te – 4:54 (Giovanni Donzelli, Vincenzo Leomporro)
8. Celentano – Dolly – 5:35 (testo: Adriano Celentano – música: Marco Vaccaro)
9. Sempre sempre sempre – 4:46 (testo: Luigi Albertelli – música: Enrico Riccardi)
10. Messaggio d'amore – 2:36 (Massimiliano Pani)